# Jamagne (Philippeville)
Pour les articles homonymes, voir Jamagne (homonymie).
Jamagne (en wallon Djamagne) est une section de la ville belge de Philippeville située en Wallonie dans la province de Namur.
C'était une commune à part entière avant la fusion des communes de 1977.

## Étymologie
Évolution du nom : Gemonias en 1018, Gamonnis en 1166, Gamonias en 1180, Jammonias en 1188, Jamongne en 1215, etc.

## Géographie
Petit village établi sur le versant Est du Ri des Gattes et groupé principalement autour de la butte de l’église classique. Sur le haut, la place allongée du XIXe siècle. Sur le versant opposé, bâtiments du siècle passé au-delà du chemin de fer qui longe la vallée. Bornée au nord par Yves-Gomezée, à l'est par Hemptinne; elle touche au sud à Philippeville et à l'ouest à Jamiolle.

## Évolution démographique
- Source: DGS, 1831 à 1970=recensements population, 1976= habitants au 31 décembre

## Histoire
Ancienne seigneurie hautaine et foncière du bailliage de Bouvignes, elle longuement contestée entre le comte de Namur et le seigneur de Florennes, vassal du prince évêque de Liège, puis devenue française à partir de 1659.
L'abbaye de Florennes est propriétaire de la partie importante de Jamagne qui est du domaine de la famille de Rumigny-Florennes. Les empereurs Henri II, en 1018, Conrad, en 1033, le pape Alexandre III, en 1180, et enfin le pape Clément III, en 1188, confirment à l'abbaye de Saint-Jean ses possessions de Jamagne.
Henri l'Aveugle, comte de Namur, octroie aux bourgeois de Jamange des libertés : il n'est dû aucun droit d'étalage sur le marché public, ni tonlieu sur tout le territoire et les bourgeois peuvent prendre le mort bois dans les forêts comtales.
Jamagne figure dans le domaine de Florennes mais à titre d'arrière-fief namurois. Du fait de son appartenance liégeoise, il sera incorporé du point de vue militaire dans la châtellenie de Dinant. Au début du XVIIe siècle, Jamagne entre dans le domaine immédiat du souverain des Pays-Bas par suite de la vente que consent Marguerite de Joyeuse, veuve de Hanscraft de Milendonck, baron de Pesche, pour le prix de 7 000 florins.
Depuis 1617, le village fait partie, comme dépendance de Philippeville, du domaine de l’État, alors dirigé par les rois d’Espagne.
Après le traité des Pyrénées, en 1659, la place de Philippeville devient française et Jamagne, village satellite, également.
Le moulin de Crèvecœur ou Neuf moulin a été construit vers 1530 par Antoine de Vaudémont et détruit fin novembre 1637 par les troupes allemandes pendant la guerre de Dévolution. Il est reconstruit (sur le Ri des Gattes) en 1689-1690 par Jean Dumont à qui sont adjugés la place du moulin de Crèvecœur et les moulins à vent de Philippeville.
Le 20 juin 1697, la seigneurie de Jamagne est attribuée à Pierre Gauteu du Coudray (1651-1734), commissaire des guerres à Philippeville, qui y avait épousé le 11 décembre 1690 Marie-Geneviève Lenorman (1674-1704). La seigneurie passe à leur fille Anne-Rose, épouse du baron Georges de Ratky, un Hongrois, qui s’était mis au service de la France. Ce dernier est maréchal des camps et armées du Roy et propriétaire d’un régiment de hussards qui porte son nom (pierre tombale dans l’église de Philippeville). Il mourra en 1742 au siège de Prague.
Le 24 juillet 1791, on vend la dépouille des biens nationaux appartenant ci-devant à la cure de Jamaigne.
En 1830, le village compte 241 habitants. On y élève de chevaux pour l'agriculture, de gros bétail. On y dénombre aussi cinq troupeaux de moutons, dont le total s'élève à 980 têtes.
On y a extrait longtemps des minerais de fer.
Durant la Seconde Guerre mondiale, le 12 février 1944, un chasseur de nuit Messerschmitt 109 de la base de Florennes est abattu ici par l’aviation américaine.
La 1re gare de Philippeville, de la Compagnie de l’Entre-Sambre-et-Meuse, en pierre et de style néo-classique, construite vers 1850, comme celle de Saint-Lambert ou la 1re gare de Cerfontaine, a été bâtie sur le territoire de Jamagne.
La nuit du 11 au 12 février 1861, eut lieu, à Jamagne, un des vols pour lesquels la bande noire fut jugée en 1862. Deux septuagénaires furent cambriolés par la bande mais ils furent interrompus par un voisin. La même nuit les malfrats perpétrèrent un second vol à Chaumont (près de Florennes).
La ligne 136A Senzeilles - Florennes-Est, inaugurée le 1er mai 1908, avait un arrêt à Jamagne. Depuis la construction des barrages de l’Eau d’Heure, en 1970, la ligne 132 passe par le village.
Depuis 1984, existe dans le village un Service d’accueil de jour pour adultes, le Pouly, qui reçoit journellement vingt personnes handicapées.
Une brasserie artisanale, Mortal’s beers, exista de 2004 à 2008 à la rue Belle ruelle.
Après de longues discussions et quelques polémiques, l'ancienne église Saint-Martin a été démolie et remplacée récemment par un bâtiment moderne, où outre le culte, sont organisées des activités culturelles.

## Patrimoine

### Eglise Saint-Martin
L'église Saint-Martin. Elle avait été construite en 1780 mais l'église initiale a été démolie. Le nouvel édifice, consacré le 11 novembre 2011 par Mgr Vancottem, évêque de Namur, est conçu comme un espace lumineux avec de larges baies vitrées. Il intègre des éléments du passé, notamment des pierres tombales restaurées et les fonts baptismaux en marbre rouge de Franchimont. Les deux cloches de l'ancienne église ont été préservées et installées dans un campanile stylisé.
Ce projet a bénéficié d'un financement public, avec une subvention de 500 000 euros sur un coût total de 830 000 euros. En plus du culte, l'église accueille des concerts et des expositions, renforçant son rôle culturel dans la communauté.